# Бриллианты (альбом)
«Бриллианты» (укр. «Діаманти») — перший збірний альбом гурту «ВІА Гра», випущений 12 грудня 2005 року. Диск був проданий тиражем не більше 100 тисяч екземплярів, згідно з російським виданням «Billboard»[джерело?].

## Список композицій
1. Бриллианты
2. Ой, говорила чиста вода
3. Биология
4. Стоп! Стоп! Стоп!
5. Попытка № 5
6. Океан и три реки
7. Мир, о котором я не знала до тебя
8. Притяженья больше нет
9. Good morning, папа!
10. Убей мою подругу
11. Не оставляй меня, любимый!
12. Я не вернусь
13. Бомба
14. Нет ничего хуже

## Учасники запису
- Надія Грановська
- Віра Брежнєва
- Альбіна Джанабаєва
- Альона Вінницька
- Анна Сєдокова